# レディ・スクワッド/淑女は拳銃がお好き
『レディ・スクワッド/淑女は拳銃がお好き』（-しゅくじょはけんじゅうがおすき、原題：霸王花、英題：The Inspector Wears Skirts、米国向け英題：Top Squad、フィリピン向け英題：Lady Enforcer）は、1988年公開の香港の武術・アクションコメディ映画。
ジャッキー・チェンが製作を担当し、チン・シンワイが監督した。主な出演はシベール・フー、シンシア・ロスロック、クララ・ウェイ。
他の多くの香港映画と同様に、本作もさまざまなジャンルの様相を呈する。
日本では劇場未公開でVHSスルーされた。

## あらすじ
優秀な女性警察官で構成されたチームが、同僚男性たちからの嫌がらせやプライベートな問題、そして重大な犯罪に対処する必要に迫られる。

## キャスト
- Madam Wu - シベール・フー
- Madam Law - シンシア・ロスロック
- メイ - クララ・ウェイ
- Aileen - レジーナ・ケント（中国語版）
- Jean - エレン・チャン
- Man - アレックス・トー（中国語版）
- Nam - ビリー・ロウ（中国語版）
- Amy - サンドラ・ン（中国語版）
- カレン - アン・ブリッジウォーター（中国語版）
- Chief Kan - スタンリー・フォン（中国語版）
- ピーター - マイケル・チャウ（中国語版）
- Commissioner Tung - トン・ピョウ
- Caucasian Jewel Thief - ジェフ・ファルコン
- Member of Tiger Squad - Mars
- Member of Tiger Squad - Ken Lo
- 宝石泥棒 - シン・フイオン（中国語版）
- 強盗犯 - Benny Lai
- Canteen Chef - リッキー・ホイ

## 公開
本作は1988年に香港で公開された。また、フィリピンでは1988年8月11日にFirst Filmsから『Lady Enforcer』というタイトルで公開された。
日本では劇場公開されずVHSスルー。DVD化もされていない。

## 続編
本作には3本の続編がある。
- 『レディ・スクワッド II（中国語版）』（1989年）
- 『霸王花之皇家賭船』（1990年）
- 『92霸王花與霸王花』（1992年）